# رجيحة (اسم)
رجيحة هو اسم علم مؤنث من أصل عربي، ومعناه هو صفة مشبهة، للخفيفة الحركة.

## وصلات خارجية
- موسوعة السلطان قابوس لأسماء العرب نسخة محفوظة 5 أبريل 2019 على موقع واي باك مشين.